# Brodarski ugovor na putovanje
Brodarskim ugovorom na putovanje (engl. Voyage charter) brodar se obvezuje da će naručiocu prevesti stvari cijelim brodom, dijelom broda ili određenim brodarskim prostorom iz jednog mjesta u drugo uz plaćanje ugovorene vozarine. Brodar stavlja naručiocu na raspolaganje cijeli brod, dio broda ili određeni brodski prostor na ugovorenom mjestu i na ugovoreno vrijeme radi ukrcaja tereta. Određuje mu i potrebno vrijeme za ukrcaj (stojnice) i eventualno daje vrijeme potrebno za dovršenje operacija ukrcavanja nakon proteka stojnica (prekostojnice), a naručilac plaća brodaru ugovorenu vozarinu. Vozarina se plaća bilo po zapremnini broda, ili zapremnini, težini ili količini ukrcanoga.